# 搾乳器
搾乳器（さくにゅうき、breast pump）は、乳腺にたまった母乳をしぼる時に使うアイテムである。
赤ちゃんが眠っていたり、入院していたり、人に預けられていたりするなどして、母乳をあげられない時や、乳首にトラブルがあり、直接授乳できない時などに使用する。

## 搾乳器の種類
手動タイプ
- ハンドルを繰り返し握ることで搾乳できる。
- 自分の力加減で吸引力や搾乳のペースを調節でき、電動タイプに比べて本体価格がリーズナブルとなっている。
- 軽いものが多いので、持ち運びにも便利である。

電動タイプ
- 両胸同時に搾乳でき、短い時間でより多くの母乳がとれる。

## 母乳の保存
- 母乳フリーザーパック - さく乳した母乳を冷凍保存（約－18℃）してストックをしておくことができる専用パック

|          | 常温：16～25度                                                         | 冷蔵：4度以下                                                          | 冷凍：－18度以下                                                       |
| -------- | ---------------------------------------------------------------------- | ---------------------------------------------------------------------- | ---------------------------------------------------------------------- |
| 保管期間 | 4時間以内                                                              | 24時間以内                                                             | 3カ月以内                                                              |
| 温め方   | 母乳バックをぬるま湯(37度前後)が入ったボールやコップにいれて適温にする | 母乳バックをぬるま湯(37度前後)が入ったボールやコップにいれて適温にする | 冷蔵庫で12時間程解凍もしくは冷凍した母乳バックを37度前後の流水にさらす |

母乳は高い温度で解凍すると母乳の成分が破壊されたり、赤ちゃんがヤケドしたりする危険がある。